# Бастер Браун
Бастер Браун (изворно: Buster Brown) је амерички хумористички стрип ког је створио Ричард Фелтон Аутколт и који је изворно излазио од 1902. до 1906 у листу Њујорк Хералд. 
Насловни протагониста је био несташни дечак у морнарској униформи, који је стално чинио псине и разне неподопштине због којих би на крају сваке епизоде био кажњен и изговарао покајнички монолог. Осим њега, стални лик је био и Бастеров пас Тиги (изворно: Tige) који је говорио, али чији говор нико од људи није чуо. Као и Аутколтов ранији стрип Жути деран (Yellow Kid), и Бастер Браун је доживео огроман успех. Године 1904. Бастер Браун је захваљујући својим "Мери Џејн" дечјим ципелама постао званична маскота предузећа Браун Шу, које га дан-данас користи у својим рекламама. 
Године 1906. Аутколт је напустио Хералд како би се запослио у Херстовим новинама; тамо је покушао поново цртати Бастера Брауна, али је дошло до спора око ауторских права решеног тако што су и Хералд и Херст издавали властите верзије (Херст и Аутколт без изворног имена).